# Hans-Ueli Vogt
Pour les articles homonymes, voir Vogt (homonymie).
Hans-Ueli Vogt, né Hans-Ulrich Vogt le 5 décembre 1969 à Winterthour (originaire de Wangen), est un professeur de droit à l'Université de Zurich et une personnalité politique suisse du canton de Zurich, membre de l'Union démocratique du centre (UDC).
Il siège au Conseil national de 2015 à 2021.

## Biographie
Hans-Ueli Vogt naît Hans-Ulrich Vogt le 5 décembre 1969 à Winterthour, dans le canton de Zurich. Il est originaire de Wangen, dans le canton de Schwytz.
Il grandit à Illna, dans l'Oberland zurichois. Après avoir obtenu sa maturité à Wetzikon, il étudie le droit à l'Université de Zurich. Il obtient sa licence en 1995 et travaille quelques années comme avocat et collaborateur scientifique. Il décroche ensuite un master à la New York University School of Law en 2000, puis son doctorat à l'Université de Zurich en 2001.
En 2003, il devient professeur assistant à l'Université de Zurich, puis professeur extraordinaire de droit commercial, droit économique et droit des biens immatériels en 2006. Il obtient son habilitation universitaire en 2007. Depuis 2013, il est professeur ordinaire de droit privé et commercial.

## Parcours politique
Hans-Ueli Vogt adhère à l'Union démocratique du centre (UDC) en 2008, à l'âge de 38 ans. Il est membre de son Comité central[Depuis quand ?][Jusqu'à quand ?]. Il est également membre de l'Action pour une Suisse indépendante et neutre.
En avril 2011, il est élu avec le meilleur score du parti dans sa circonscription au Grand Conseil du canton de Zurich, alors qu'il ne figurait qu'en 5e position sur la liste. Il y siégera jusqu'en 2015.
En automne 2015, il est élu au Conseil national, où il siège au sein de la Commission des affaires juridiques (CAJ). Il y est réélu en 2019. Il annonce en novembre sa démission pour la fin de l'année, souhaitant se consacrer entièrement à son métier de juriste et de professeur d'université.
Il est notamment connu pour avoir porté l'initiative populaire « Le droit suisse au lieu de juges étrangers (initiative pour l’autodétermination) ».
Le 19 octobre 2022, il se déclare candidat à la succession d'Ueli Maurer au Conseil fédéral. Le 18 novembre 2022, il est retenu sur le ticket officiel de son parti aux côtés d'Albert Rösti. Le jour de l'élection, le 7 décembre 2022, il récolte 98 voix contre 131 à Albert Rösti, élu au premier tour.

## Vie privée
En 2015, il fait publiquement part de son homosexualité dans un entretien accordé au Sonntagsblick,. Il a fait campagne dans la presse gay, même s'il a dit ne pas vouloir en faire un cheval de bataille.